# Nicholas Smith
Nicholas Smith (Banstead, Surrey, 5 maart 1934 – Sutton, Londen, 6 december 2015) was een Brits acteur. Smith werd vooral bekend als Cuthbert Rumbold in de comedyserie en gelijknamige film Are You Being Served?. Ook speelde hij deze rol in de vervolgserie Grace & Favour. Verder vergaarde hij enige bekendheid als PC Yates in de serie Z-Cars en was hij een bekend stemacteur.
Hij was de vader van actrice Catherine Russell.
Na het overlijden van Frank Thornton was hij de enige nog in leven zijnde oorspronkelijke, reguliere acteur van Are You Being Served?. Alleen Mike Berry, die Mr. Spooner speelde, was nog in leven. Hij overleed in april 2025. Berry verving Trevor Bannister (Mr. Lucas).

## Filmografie
- The Edgar Wallace Mystery Theatre (televisieserie) - Assistent bij pandjeshuis (afl. Partners in Crime, 1961)
- Doctor Who (televisieserie) - Wells (afl. The End of Tomorrow, 1964; The Waking Ally, 1964; Flashpoint, 1964)
- Those Magnificent Men in their Flying Machines or How I Flew from London to Paris in 25 hours 11 minutes (1965) - Brandweerman (niet op aftiteling)
- The Wednesday Play (televisieserie) - Man (afl. The Big Man Coughed and Died, 1966)
- The Frost Report (televisieserie) - Verschillende rollen (afl. onbekend, 1966-1967)
- Softly Softly (televisieserie) - Simmonds (afl. James McNeil, Aged 23, 1967)
- The Avengers (televisieserie) - Parker/Cavalier (afl. Escape in Time, 1967)
- The Wednesday Play (televisieserie) - Mooney (afl. Another Day, Another Dollar, 1967)
- Another Day, Another Dollar (televisiefilm, 1967) - Mooney
- Champion House (televisieserie) - Mr. Harris (afl. Man Running, 1967)
- Salt and Pepper (1968) - Politieman
- The Avengers (televisieserie) - Lather (afl. Super Secret Cypher Snatch, 1968)
- The Fiction Makers (1968) - Bisschop
- The Saint (televisieserie) - Bisschop (afl. The Fiction Makers: Part 1 & 2, 1968)
- The Champions (televisieserie) - Postmeester (afl. Project Zero, 1969)
- The First Churchills (miniserie, 1969) - Titus Oates
- A Walk with Love and Death (1969) - Pelgrim
- The Flaxton Boys (televisieserie) - Killane (afl. 1854: The Smugglers, 1969)
- Up Pompeii (televisieserie) - Plotter (afl. The Ides of March, 1970)
- Doctor in the House (televisieserie) - Beheerder mortuarium (afl. Nice Bodywork - Lovely Finish, 1970)
- W. Somerset Maugham (televisieserie) - Van Hasseldt (afl. The Door of Opportunity, 1970)
- If It Moves, File It (televisieserie) - Butch (afl. Surveillance, 1970)
- The Twelve Chairs (1970) - Acteur in stuk
- Play of the Month (televisieserie) - Tunnicliffe (afl. Act of Betrayal, 1971)
- The Liver Birds (televisieserie) - Brian (Episode 2.1, 1971)
- Budgie (televisieserie) - Detective Sergeant Cooney (afl. Some Mother's Sons, 1971)
- Paul Temple (televisieserie) - Hutton (afl. Death Sentence, 1971)
- The Rivals of Sherlock Holmes (televisieserie) - Advocaat (afl. A Message from the Deep Sea, 1971)
- Ace of Wands (televisieserie) - Fredericks (afl. The Eye of Ra: Part 1 t/m 4, 1971)
- Spyder's Web (televisieserie) - Dick Woffington (afl. Things That Go Bang in the Night, 1972)
- I racconti di Canterbury (1972) - Friar
- Dr. Jekyll and Mr. Hyde (Televisiefilm, 1973) - Hastings
- Doctor in Charge (televisieserie) - Mr. Neave (afl. The Epidemic, 1973)
- Frankenstein and the Monster from Hell (1974) - Death Wish (niet op aftiteling)
- Z-Cars (televisieserie) - PC Yates (9 afl., 1972-1975)
- The Sweeney (televisieserie) - Simpkins (afl. Golden Fleece, 1975)
- The Adventures of Sherlock Holmes' Smarter Brother (1975) - Hunkston
- Are You Being Served? (1977) - Mr. Cuthbert Rumbold
- Are You Being Served? (televisieserie) - Mr. Cuthbert Rumbold (69 afl., 1972-1985)
- Grace & Favour (televisieserie) - Mr. Cuthbert Rumbold (12 afl., 1992-1993)
- Martin Chuzzlewit (miniserie, 1994) - Mr. Spottletoe
- The Real Adventures of Jonny Quest (televisieserie) - Quentin/Techie #1 (afl. Village of the Doomed, 1996, stem)
- What Rats Won't Do (1998) - Kapelaan
- Revolver (televisieserie) - Verschillende rollen (afl. onbekend, 2001)
- Doctors (televisieserie) - Reginald Harris (afl. Lest We Forget, 2004)
- The Curse of the Were-Rabbit (2005) - Reverend Clement Hedges (stem)
- The Curse of the Were-Rabbit (computerspel, 2005) - Reverend Hedges (stem)
- Every Hidden Thing (2006) - Abel
- Last of the Summer Wine (televisieserie) - Dominee (afl. A Short Introduction to Cooper's Rules, 2008)

- Library of Congress Control Number: no99051194
- MusicBrainz: 09312645-fb07-441a-9b84-c007074e81ae
- Virtual International Authority File: 2102095
- WorldCat: E39PBJyh6w7ygbFRtWTVTvxxDq